# سوزنی‌شاخ‌ها
سوزنی‌شاخ‌ها (نام علمی: Raphicerus) نام یک سرده از تیره گاوان است.